# Englische Cricket-Nationalmannschaft in den West Indies in der Saison 2013/14
Die Tour der englischen Cricket-Nationalmannschaft in die West Indies in der Saison 2013/14 fand vom 25. Februar bis 13. März 2014 statt. Die internationale Cricket-Tour war Bestandteil der Internationalen Cricket-Saison 2013/14 und umfasste drei ODIs und drei Twenty20s. England gewann die ODI-Serie mit 2–1, die West Indies die Twenty20-Serie mit 2–1.

## Vorgeschichte

### Einordnung
Für beide Mannschaften war es die letzte Vorbereitung für den ICC World Twenty20 2016. England bestritt zuvor eine Tour in Australien. Die West Indies hatten direkt zuvor die irische Nationalmannschaft zu Gast. Das letzte Aufeinandertreffen der beiden Mannschaften bei einer Tour fand in der Saison 2012 in England statt.

## Stadien
Die folgenden Stadien wurden für die Tour als Austragungsort vorgesehen und am 12. Dezember 2009 festgelegt.
| Stadt       | Land                | Stadion                     | Kapazität | Spiele      |
| ----------- | ------------------- | --------------------------- | --------- | ----------- |
| North Sound | Antigua und Barbuda | Sir Vivian Richards Stadium | 20.000    | 1. – 3. ODI |
| Bridgetown  | Barbados            | Kensington Oval             | 31.000    | 1. – 3. T20 |

## Kaderlisten
England benannte seinen Kader am 6. Februar 2014. Die West Indies benannten ihren Twenty-Kader am 6. März 2014.
| ODI | ODI | Twenty20 | Twenty20 |
| West Indies | England | West Indies | England |
| --- | --- | --- | --- |
| - Dwayne Bravo (K) - Darren Bravo - Kirk Edwards - Jason Holder - Nikita Miller - Sunil Narine - Kieran Powell - Denesh Ramdin (wk) - Ravi Rampaul - Daren Sammy - Marlon Samuels - Lendl Simmons - Dwayne Smith | - Stuart Broad (K) - Eoin Morgan (VK) - Moeen Ali - Ravi Bopara - Tim Bresnan - Jos Buttler (wk) - Jade Dernbach - Harry Gurney - Alex Hales - Chris Jordan - Michael Lumb - Stephen Parry - Joe Root - Ben Stokes - James Tredwell - Luke Wright | - Daren Sammy (K) - Dwayne Bravo (VK) - Samuel Badree - Johnson Charles (wk) - Sheldon Cottrell - Andre Fletcher - Chris Gayle - Sunil Narine - Denesh Ramdin (wk) - Ravi Rampaul - Andre Russell - Marlon Samuels - Krishmar Santokie - Lendl Simmons - Dwayne Smith | - Stuart Broad (K) - Eoin Morgan (VK) - Moeen Ali - Ravi Bopara - Tim Bresnan - Jos Buttler (wk) - Jade Dernbach - Harry Gurney - Alex Hales - Chris Jordan - Michael Lumb - Stephen Parry - Joe Root - Ben Stokes - James Tredwell - Luke Wright |

## Irland in den West Indies

### Erstes Twenty20 in Kingston
| 19. Februar Scorecard | Kingston | West Indies 116-8 (20)       | – | Irland 117-4 (19.1) |
|                       |          | Irland gewinnt mit 6 Wickets |   |                     |

### Zweites Twenty20 in Kingston
| 21. Februar Scorecard | Kingston | West Indies 96-9 (20)           | – | Irland 85-8 (20) |
|                       |          | West Indies gewinnt mit 11 Runs |   |                  |

### Erstes ODI in Kingston
| 23. Februar Scorecard | Kingston | Irland 202 (49.2)                 | – | West Indies 205-6 (36.4) |
|                       |          | West Indies gewinnt mit 4 Wickets |   |                          |

## Tour Matches
| 25. Februar Scorecard | North Sound | England XI 290-8 (50)          | – | UWI Vice Chancellor’s XI 261-7 (50) |
|                       |             | England XI gewinnt mit 29 Runs |   |                                     |

## One-Day Internationals

### Erstes ODI in Antigua
| 28. Februar Scorecard | North Sound | West Indies 269-6 (50)          | – | England 254-6 (50) |
|                       |             | West Indies gewinnt mit 15 Runs |   |                    |

### Zweites ODI in Antigua
| 2. März Scorecard | North Sound | West Indies 159 (44.2)        | – | England 163-7 (44.5) |
|                   |             | England gewinnt mit 2 Wickets |   |                      |

### Drittes ODI in Antigua
| 5. März Scorecard | North Sound | England 303-6 (50)          | – | West Indies 278 (47.4) |
|                   |             | England gewinnt mit 25 Runs |   |                        |

## Twenty20 Internationals

### Erstes Twenty20 in Bridgetown
| 9. März Scorecard | Bridgetown | West Indies 170-3 (20)          | – | England 143-9 (20) |
|                   |            | West Indies gewinnt mit 27 Runs |   |                    |

Der Engländer Ravi Bopara und die west-indischen Spieler Marlon Samuels und Darren Sammy wurden auf Grund verbaler Entgleisungen mit Geldstrafen belegt.

### Zweites Twenty20 in Bridgetown
| 11. März Scorecard | Bridgetown | England 152-7 (20)                | – | West Indies 155-5 (18.5) |
|                    |            | West Indies gewinnt mit 5 Wickets |   |                          |

### Drittes Twenty20 in Bridgetown
| 13. März Scorecard | Bridgetown | England 165-6 (20)         | – | West Indies 160-7 (20) |
|                    |            | England gewinnt mit 5 Runs |   |                        |

## Statistiken
Die folgenden Cricketstatistiken wurden bei dieser Tour erzielt.
| ODIs          | ODIs        | ODIs    | ODIs    | ODIs    | ODIs    | ODIs    | ODIs    | ODIs    |
| Batting       | Batting     | Batting | Batting | Batting | Batting | Batting | Batting | Batting |
| Spieler       | Mannschaft  | Spiele  | Innings | Runs    | Average | HS      | 100s    | 50s     |
| ------------- | ----------- | ------- | ------- | ------- | ------- | ------- | ------- | ------- |
| Joe Root      | England     | 3       | 3       | 167     | 55,66   | 107     | 1       | 0       |
| Michael Lumb  | England     | 3       | 3       | 165     | 55,00   | 106     | 1       | 0       |
| Lendl Simmons | West Indies | 3       | 3       | 151     | 50,33   | 70      | 0       | 2       |
| Dwayne Bravo  | West Indies | 3       | 3       | 134     | 67,00   | 87*     | 0       | 1       |
| Denesh Ramdin | West Indies | 3       | 2       | 133     | 66,50   | 128     | 1       | 0       |
| Bowling       |             |         |         |         |         |         |         |         |
| Spieler       | Mannschaft  | Spiele  | Overs   | Wickets | Average | BBI     | 5W      | 10W     |
| Tim Bresnan   | England     | 3       | 23.4    | 7       | 18,00   | 3/45    | 0       | 0       |
| Dwayne Bravo  | West Indies | 3       | 30      | 6       | 26,66   | 3/60    | 0       | 0       |
| Joe Root      | England     | 3       | 17      | 4       | 21,50   | 2/15    | 0       | 0       |
| Stephen Parry | England     | 2       | 19      | 4       | 23,00   | 3/32    | 0       | 0       |
| Sunil Narine  | West Indies | 3       | 30      | 4       | 28,25   | 2/36    | 0       | 0       |

| Twenty20s         | Twenty20s   | Twenty20s | Twenty20s | Twenty20s | Twenty20s | Twenty20s | Twenty20s | Twenty20s |
| Batting           | Batting     | Batting   | Batting   | Batting   | Batting   | Batting   | Batting   | Batting   |
| Spieler           | Mannschaft  | Spiele    | Innings   | Runs      | Average   | HS        | 100s      | 50s       |
| ----------------- | ----------- | --------- | --------- | --------- | --------- | --------- | --------- | --------- |
| Marlon Samuels    | West Indies | 3         | 3         | 112       | 56,00     | 69*       | 0         | 1         |
| Lendl Simmons     | West Indies | 3         | 3         | 91        | 30,33     | 69        | 0         | 1         |
| Michael Lumb      | England     | 3         | 3         | 85        | 28,33     | 63        | 0         | 1         |
| Alex Hales        | England     | 3         | 3         | 81        | 27,00     | 40        | 0         | 0         |
| Chris Gayle       | West Indies | 2         | 2         | 79        | 39,50     | 43        | 0         | 0         |
| Bowling           |             |           |           |           |           |           |           |           |
| Spieler           | Mannschaft  | Spiele    | Overs     | Wickets   | Average   | BBI       | 5W        | 10W       |
| Krishmar Santokie | West Indies | 2         | 8         | 6         | 8,00      | 4/21      | 0         | 0         |
| Ravi Bopara       | England     | 3         | 12        | 5         | 12,20     | 2/23      | 0         | 0         |
| Samuel Badree     | West Indies | 2         | 8         | 4         | 8,25      | 3/17      | 0         | 0         |
| Chris Jordan      | England     | 1         | 4         | 3         | 13,00     | 3/39      | 0         | 0         |
| Dwayne Bravo      | West Indies | 3         | 11        | 3         | 33,00     | 2/34      | 0         | 0         |

## Player of the Series
Als Player of the Series wurden die folgenden Spieler ausgezeichnet.
| Serie | Player of the Series |
| ----- | -------------------- |
| ODI   | Joe Root             |
| T20   | Darren Sammy         |

### Player of the Match
Als Player of the Match wurden die folgenden Spieler ausgezeichnet.
| Spiel  | Player of the Match |
| ------ | ------------------- |
| 1. ODI | Dwayne Bravo        |
| 2. ODI | Stephen Parry       |
| 3. ODI | Joe Root            |
| 1. T20 | Marlon Samuels      |
| 2. T20 | Krishmar Santokie   |
| 3. T20 | Chris Jordan        |